# 桑克特贝尔恩哈尔德
桑克特贝尔恩哈尔德是德国图林根州的一个市镇。总面积7.36平方公里，总人口281人，其中男性138人，女性143人（2011年12月31日），人口密度38人/平方公里。